# Caccobius scheuerni
Caccobius scheuerni là một loài bọ cánh cứng trong họ Bọ hung (Scarabaeidae).